# Stéphanie Girerd
Stéphanie Girerd est une réalisatrice française née le 22 mai 1970.

## Biographie
Stéphanie Girerd est diplômée de l'IEP de Grenoble (promotion 1991, section « Politique »). Elle a réalisé plusieurs courts métrages et un long métrage, Africaine, sorti en 2015.
Elle est membre du collectif 50/50 qui a pour but de promouvoir l’égalité des femmes et des hommes et la diversité dans le cinéma et l’audiovisuel, et a co-créé le collectif de réalisatrices Les Mardis des réalisatrices pour demander l'application de la loi sur la parité sur les plateaux de cinéma et d'audiovisuel au niveau ces chef.fe.s de poste.

## Filmographie

### Réalisatrice

#### Courts métrages
- 1994 : Où que l'on aille
- 1995 : En ce jour d'été
- 1997 : N'ayons l'air de rien
- 2003 : Et si tu n'existais pas
- 2025 : Que du bonheur

#### Long métrage
- 2015 : Africaine

### Télévision
- 2012 : Le Jour où tout a basculé (9 épisodes - scénariste)
- 2017 : Petits secrets entre voisins (5 épisodes - dialoguiste)
- 2019 : Section de recherches (1 épisode - scénariste)
- 2024 : Un reptile par habitant (LM - dialoguiste)